# Nereididae
Nereididae (anteriormente Nereidae) é uma família de anelídeos poliquetas, pertencentes à subordem Nereidiformia. Contém cerca de 500 espécies – principalmente marinhas – agrupadas em 42 gêneros.

## Características
O prostômio de Nereididae possui um par de palpos que se diferenciam em duas unidades, sendo a unidade proximal muito maior que a unidade distal. Os parapódios são em sua maioria birramados (apenas os dois primeiros pares são unírrames). O peristômio é fundido com o primeiro segmento corporal, geralmente com dois pares de cirros tentaculares. O primeiro segmento corporal com 1-2 pares de cirros tentaculares sem acículas. Cerdas compostas presentes. Os notopódios são distintos e raramente reduzidos, geralmente com lobos mais achatados, notosetas compostas, falcígeras e/ou espinígeras (raramente notosetas ausentes). Possuem duas antenas prostomiais (ausentes em Micronereis). Sua faringe, quando evertida, consiste claramente em duas porções, com um par de mandíbulas fortes na porção distal e geralmente com dentes cônicos em uma ou mais áreas de ambas as porções. A maioria dos gêneros não possui brânquias (se presentes, geralmente são ramificadas e surgem nos segmentos médio-anteriores do corpo). O corpo larval consiste em quatro segmentos.

## Estrutura da mandíbula
Os dentes dos nereidideos são feitos de um material muito resistente, porém leve. Ao contrário do esmalte dos ossos e dos dentes, este não é mineralizado com cálcio, mas é formado por uma proteína rica em histidina, com íons de zinco ligados.  A pesquisa sobre este material pode levar a aplicações na engenharia.

## Sistemática
Nereididae são atualmente considerados um táxon monofilético. Seus parentes mais próximos na árvore filogenética dos poliquetas são Chrysopetalidae e Hesionidae (a superfamília Nereidoidea).
Os nereididwos estão divididos em 42 gêneros, mas as relações entre eles ainda não são claras. A família contém tradicionalmente três subfamílias - Namanereidinae, Gymnonereinae e Nereidinae.

### Gêneros
- Alitta
- Australonereis
- Ceratocephale]
- Ceratonereis
- Cheilonereis
- Dendronereides
- Eunereis
- Gymnonereis
- Hediste
- Laeonereis
- Leptonereis
- Lycastopsis
- Micronereides
- Namalycastis
- Namanereis
- Neanthes
- Nereis
- Nicon
- Olganereis
- Perinereis
- Platynereis
- Rullierinereis
- Sinonereis
- Solomononereis
- Tambalagamia
- Tylonereis
- Tylorrhynchus
- Unanereis
- Websterinereis

## Ecologia
Nereidideos são organismos predominantemente marinhos que podem ocasionalmente nadar rio acima até os rios e até mesmo subir para a terra (por exemplo Lycastopsis catarractarum). Eles são comumente encontrados em todas as profundidades de água, forrageando algas marinhas, escondendo-se sob rochas ou escavando na areia ou lama. Anelídeos da família Nereididae são principalmente onívoros, mas muitos são carnívoros ativos. Os nereidideos se reproduzem apenas uma vez antes de morrer (semelparidade) e a maioria delas se transforma em uma forma distinta para procriar (epitoquia).
Nereidideos são importantes fontes de alimento para várias aves costeiras.

## Uso humano
Nereididae como Hediste diversicolor são comumente usados como isca na pesca marítima. Eles são uma isca popular para todos os tipos de bodiões e escamudos. Eles também são usados como ração para peixes na aquacultura.
Nereidideos, como Tylorrhynchus heterochaetus, são considerados uma iguaria no Vietnã, onde são usados no prato chả rươi.
Nas áreas de cultivo de arroz da China, esses anelídeos são chamados de 禾虫 (mandarim: hé chóng, cantonês: woh4 chuhng4). Eles são colhidos nos campos de arroz e geralmente cozidos com ovos.